# Brown-Syndrom
Beim Brown-Syndrom (Synonym: Obliquus-Superior-Sehnenscheiden-Syndrom) handelt es sich um eine seltene, angeborene oder erworbene Bewegungsstörung des Auges. Benannt ist die Erkrankung nach dem US-amerikanischen Augenarzt Harold Whaley Brown, der sie 1950 erstmals beschrieb.

## Symptome
Leitsymptom ist eine Bewegungseinschränkung des Auges, verursacht durch eine krankhafte Verdickung der Sehne des Musculus obliquus superior (oberer schräger Augenmuskel) oder in angeborenen Fällen durch eine Fehlinnervation. Dieser Muskel hat in Abhängigkeit von der aktuellen Blickrichtung die Funktion, das Auge zu senken, nach innen zu rollen und nach außen zu drehen.
Durch die Verdickung kann sich der Muskel bzw. dessen Sehne nicht mehr vollständig durch die Trochlea bewegen, eine Knorpelscheide am inneren, oberen Orbitarand. Das Auge erfährt dadurch sowohl eine passive, als auch eine aktive, mechanisch bedingte, Motilitätseinschränkung. Auch durch den Traktionstest (passive Beweglichkeit) ist diese nicht zu überwinden. Allgemein kommt es zu Doppelbildwahrnehmung.  Störungen bestehen häufiger in den mittleren und oberen Blickfeldbereichen, weniger in der unteren Blickfeldhälfte.

## Ätiologie
Auslöser des erworbenen Brown-Syndroms sind oft Traumata oder allergische Reaktionen und Rheuma. Bei einem speziellen Verfahren einer Augenmuskeloperation (Obliquus superior Faltung) kann es in seltenen Fällen ebenfalls zu einer typischen Symptomatik kommen, die man als postoperatives Brown-Syndrom bezeichnet. 
Es gibt zudem angeborene Varianten. Jüngste MRT gestützte Untersuchungsreihen lassen die These zu, dass bei manchen Fällen als Ursache eine Fehlinnervation des M. obliquus superior durch Fasern des Nervus oculomotorius in Frage kommen könnte. Damit wären diese der Gruppe der kongenitalen kranialen Fehlinnervations-Syndrome ("Congenital Cranial Dysinnervation Disorders – CCDD") zuzuordnen.

## Therapie
Das Ausmaß der Bewegungsstörung kann sehr unterschiedlich sein. Eine Behandlung ist deshalb nicht in allen Fällen notwendig und in Abhängigkeit von den Beschwerden zu erörtern. Es gibt bei entsprechender Indikation operative Behandlungsmöglichkeiten. Medikamentös hat sich die Gabe von Ibuprofen als möglicherweise wirksam gezeigt.

## Differentialdiagnose
Man unterscheidet das Brown-Syndrom mit seinen persistierenden Symptomen vom Obliquus-superior-Klick-Syndrom mit intermittierender Symptomatik und Beschwerden.